# Argyroneta aquatica
Argyroneta aquatica (Păianjenul de apă) este un păianjen araneomorf, care își petrece întreaga viață sub apă. Păianjenul de apă este singura specie a genului Argyroneta. 

Se deosebește de ceilalți păianjeni prin perișorii care acoperă ultima pereche de picioare, fiind adaptați pentru  înot și prin prezența a 3 ghiare pe a treia pereche a picioarelor. Numele genului provine de la faptul că la scufundare corpul lor are o nuanță argintie, din cauza stratului de aer care acoperă opistosoma. 

## Descriere
Masculii sunt mai mari, lungimea lor este de 1,5 cm, iar cea a femelelor de 1,2 cm, ceva neobișnuit pentru păiajeni (la majoritatea e invers). Prosoma este brună - gri, cu pete și fâșii negre, iar opistosoma este cafenie și acoperită cu numeroase firișoare de păr „catifelate”.

## Modul de viață

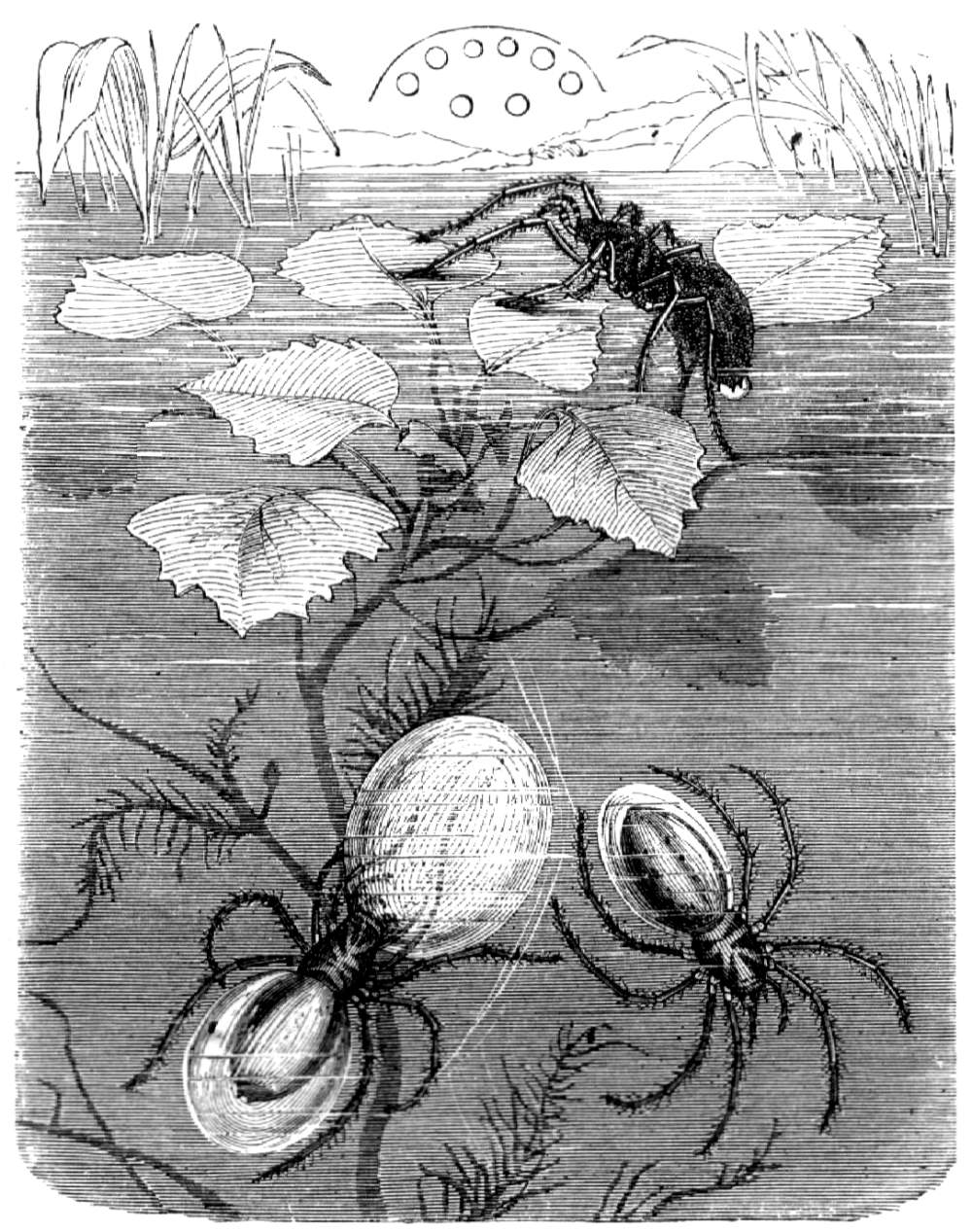
Opistosoma cu bula de aer.

Chiar dacă se numește păianjen de apă, totuși respiră cu aer. Pentru aceasta el construiește o cupolă, sau clopot, din mătase, care este "ancorată" de plante sau alte obiecte subacvatice. Aceasta reprezintă un rezervor cu aer. Cupola are dimensiunea unei nuci și, bineînțeles, intrarea este situată în parte inferioară. Cupolele femelei sunt mai mari decât cele a masculilor, din cauză că ele au un mod de viață mai sedentar. Rezervele de aer sunt în permanență îmbogățite cu oxigen. Păianjenul iese la suprafață și-și ridică opistosoma deasupra apei. Moleculele de aer se rețin prin firișoarele de păr și formează o peliculă de aer în jurul opistosomei. La destinație, în cupolă, aerul este eliberat. Cu toate acestea, reaprovizionarea frecventă este inutilă, deoarece structura pereților permite schimbul de gaze cu apa din jur, datorită diferenței presiunii osmotice. Acest sistem este mai avansat decât un aqualung, care trebuie să fie reumplut cu aer.

Păianjenul de apă se hrănește cu diverse insecte acvatice, crustacee și alte artropode. El vânează înotând rapid printre plante. După ce și-a prins prada, o aduce în cupolă.  Foarte rar, hrana neconsumată este depozitată în cupolă. La rândul lor, păianjenii sunt mâncați de pești și broaște. Masculii sunt mai activ și înotători mai buni decât femelele, prin aceasta se explică faptul diferenței de dimensiuni. În timpul înotului, păianjenul utilizează firele de mătase, prinse de plante, ca suport. 
Chelicerele acestui păianjen sunt puternice și pot penetra pielea umană. Mușcătura căuzează dureri, inflamații locale și febră.

## Reproducere
Împerecherea este precedată de construcția de către mascul a unei cupole în apropierea cupolei femelei. Apoi, masculul formează un tunel, prin care ajunge la femelă, unde și are loc împerecherea. Femela depune ouăle, în număr de 60 - 70, lângă sau în cupola sa. Ea le protejează de orice primejdie. Acest păianjen trăiește în jur de doi ani. 

## Răspândire
Păianjenul de apă locuiește în lacurile și în apele slab curgătoare din Europa de Nord și Centrală, Africa de Nord și Asia de Nord.

## Sistematică
Între arahnologi au fost controverse cu privire la apartenența genului la familia Cybinidae sau Argyronetidae. În prezent este acceptată prima variantă, însă o subspecie  -  Argyroneta aquatica japonica (Păianjen de apă japonez) este menționată în familia Argyronetidae, deoarece descoperitorul subspeciei, Hirotsugu Ono, a ales această familie. 